# Operation Redwing
Die Operation Redwing war die dreizehnte Serie von amerikanischen Kernwaffentests, die zwischen dem 4. Mai und 21. Juli 1956 auf den Marshallinseln im Pazifik durchgeführt wurde. Insgesamt wurden 17 Kernwaffen oberirdisch getestet. Die Operation wurde durchgeführt, um starke thermonukleare Kernwaffen zu testen, die nicht auf der Nevada Test Site getestet werden konnten.

## Die einzelnen Tests der Redwing-Serie
Die Bomben wurden nach Indianerstämmen benannt.
| Bombe     | Datum / Zeit (GMT)           | Ort                                                    | Explosionshöhe | Testart                      | Sprengkraft (vorhergesagte) | Anmerkungen |
| --------- | ---------------------------- | ------------------------------------------------------ | -------------- | ---------------------------- | --------------------------- | --- |
| Lacrosse  | 4. Mai 1956 18:25 Uhr        | Eniwetok-Atoll Insel Runit                             |                | Oberflächentest              | 40 kT (25-50 kT)            | |
| Cherokee  | 20. Mai 1956 17:51 Uhr       | Bikini-Atoll Insel Namu                                | 1300 Meter     | Abwurf von einem B-52 Bomber | 3,8 MT                      | Der Test war eine Reaktion auf den Luftabwurftest einer sowjetischen Atombombe im November 1955. Der Test war vor allem als Machtdemonstration der Sowjetunion gegenüber gedacht. Bei Cherokee handelte es sich um eine thermonukleare Wasserstoffbombe nach dem Teller-Ulam-Design. Im Gegensatz zur normalen Ausführung dieses Typs bestand die Umhüllung des Lithiumdeuterids in diesem Fall aus hochangereichertem Uran. |
| Zuni      | 27. Mai 1956 17:56 Uhr       | Bikini-Atoll Insel Eninman                             |                | Oberflächentest              | 3,5 MT (2-3 MT)             | Redwing Zuni war der erste Test einer amerikanischen Thermonuklearbombe im Dreistufendesign (FFF: „Fission-Fusion-Fission“). Die Explosion erzeugte einen 30 Meter tiefen Krater mit einem Durchmesser von 800 Metern |
| Yuma      | 27. Mai 1956 19:56 Uhr       | Eniwetok-Atoll Insel Aomon                             |                | Turm                         | 0,19 kT                     | |
| Erie      | 30. Mai 1956 18:15 Uhr       | Eniwetok-Atoll Insel Runit                             | 90 Meter       | Turm                         | 14,9 kT                     | Test eines Prototyps für Fusionsbombe Mark-28 |
| Seminole  | 6. Juni 1956 00:55 Uhr       | Eniwetok-Atoll Insel Bogon                             |                | Oberflächentest              | 13,7 kT (10 kT)             | Test der ersten Zündstufe der Fusionsbombe Mark-28. Mit Seminole wollte man die Bildung eines Kraters unter kontrollierten Bedingungen testen, der Test erzeugte einen 14 Meter tiefen Krater mit einem Durchmesser von 200 Metern. Die Bombe wurde in einem Wassertank gezündet, um eine unterirdische Explosion zu simulieren.                                                                                             |
| Flathead  | 11. Juni 1956 18:26 Uhr      | Bikini-Atoll Vor der Insel Iroij                       | 4 Meter        | Lastkahn                     | 365 kT                      | |
| Blackfoot | 11. Juni 1956 18:26 Uhr      | Eniwetok-Atoll Insel Runit                             | 60 Meter       | Turm                         | 8 kT                        | |
| Kickapoo  | 13. Juni 1956 23:26 Uhr      | Eniwetok-Atoll Insel Aomon                             | 90 Meter       | Turm                         | 1,49 kT                     | |
| Osage     | 16. Juni 1956 01:14 Uhr      | Eniwetok-Atoll Runit-Insel                             | ca. 200 Meter  | Abwurf aus einem B-36-Bomber | 1,7 kT                      | |
| Inca      | 21. Juni 1956 21:26 Uhr      | Eniwetok-Atoll Insel Rujoru                            | 60 Meter       | Turm                         | 15,2 kT (10-15 kT)          | |
| Dakota    | 25. Juni 1956 18:06 Uhr      | Bikini-Atoll Bikini-Lagune                             | 4 Meter        | Lastkahn                     | 1,1 MT (800 kT)             | Test eines Prototyps für den Sprengkopf W-28. Die Sprengkraft der 814 Kilogramm schweren Bombe war etwa 25 % höher als zuvor berechnet |
| Mohawk    | 2. Juli 1956 18:06 Uhr (GMT) | Eniwetok-Atoll Insel Eberiru                           | 90 m           | Turm                         | 360 kT                      | Der Test einer zweistufigen Fusionsbombe erzeugte einen 2,5 Meter tiefen Krater mit einem Durchmesser von 400 Metern. |
| Apache    | 8. Juli 1956 18:06 Uhr       | Eniwetok-Atoll Krater von Ivy Mike                     | 4,50 Meter     | Lastkahn                     | 1,85 MT                     | Die durch den Test eines Prototyps für den thermonuklearen Sprengkopf W-27 entstandene radioaktive Wolke stieg bis in eine Höhe von 26 Kilometern auf. |
| Navajo    | 10. Juli 1956 17:56 Uhr      | Bikini-Atoll Riff zwischen den Inseln Namu und Yurochi |                | Lastkahn                     | 5 MT                        | |
| Tewa      | 20. Juli 1956 17:46 Uhr      | Bikini-Atoll Riff zwischen den Inseln Namu und Yurochi |                | Lastkahn                     | 5 MT (6-8 MT)               | Tewa war nach Zuni und Ivy Mike die dritte amerikanische Wasserstoffbombe mit einem Dreistufendesign (Fission-Fusion-Fission). |
| Huron     | 21. Juli 1956 18:12 Uhr      | Eniwetok-Atoll Nahe Insel Flora                        | 5 Meter        | Lastkahn                     | 270 kT                      | Test einer zweistufigen Fusionsbombe |

## Galerie

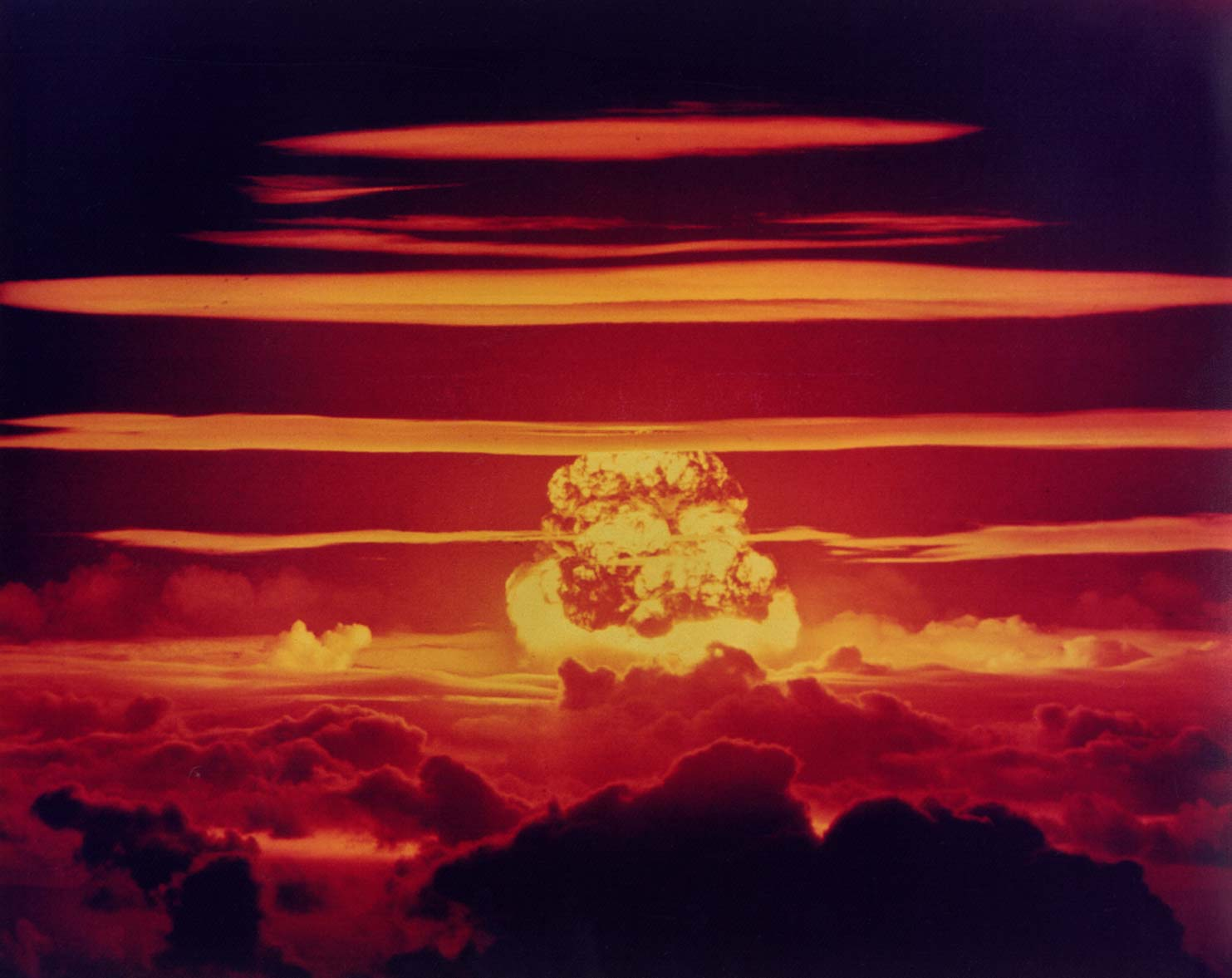
Redwing Dakota aus der Luft fotografiert
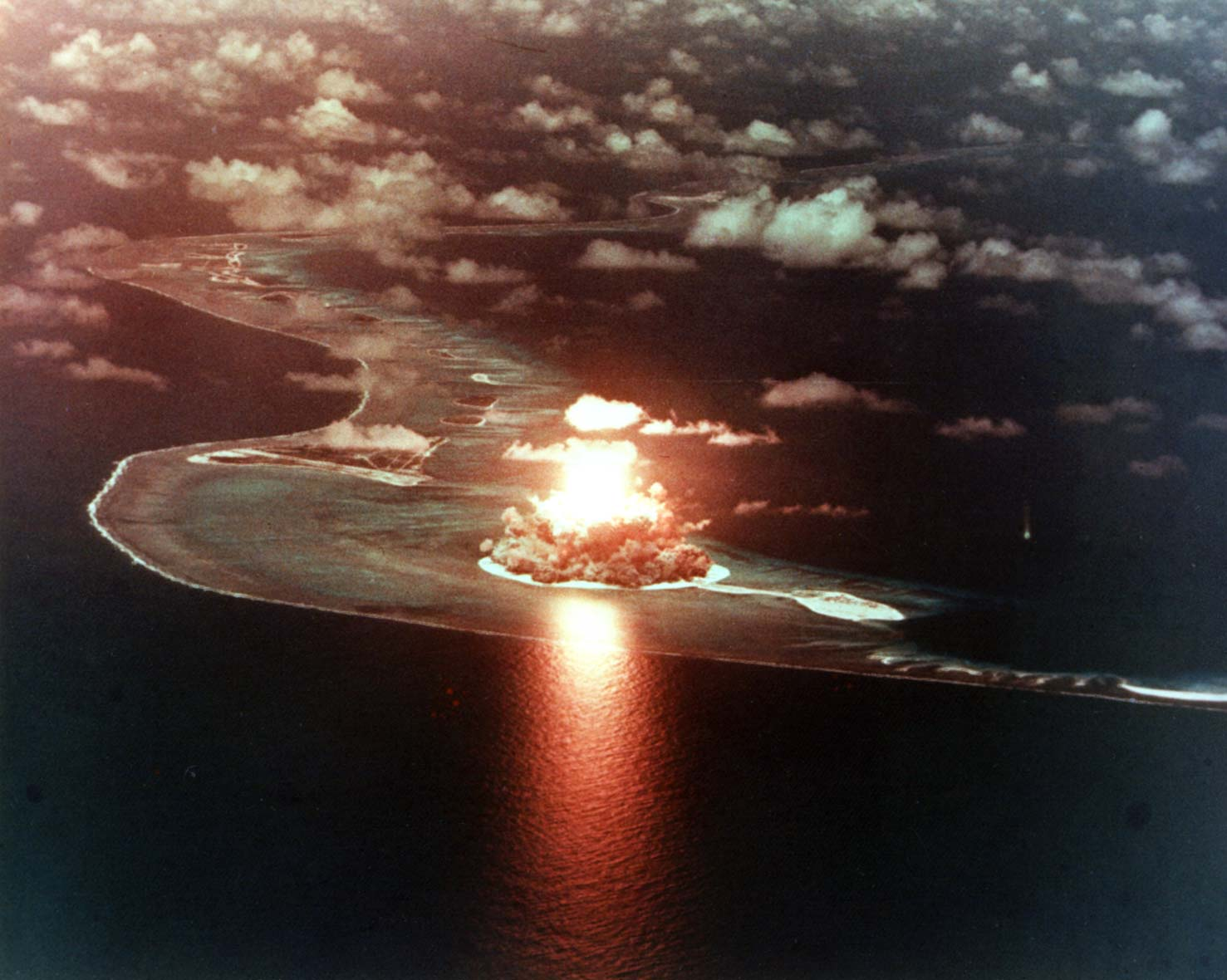
Redwing Seminole kurz nach der Zündung
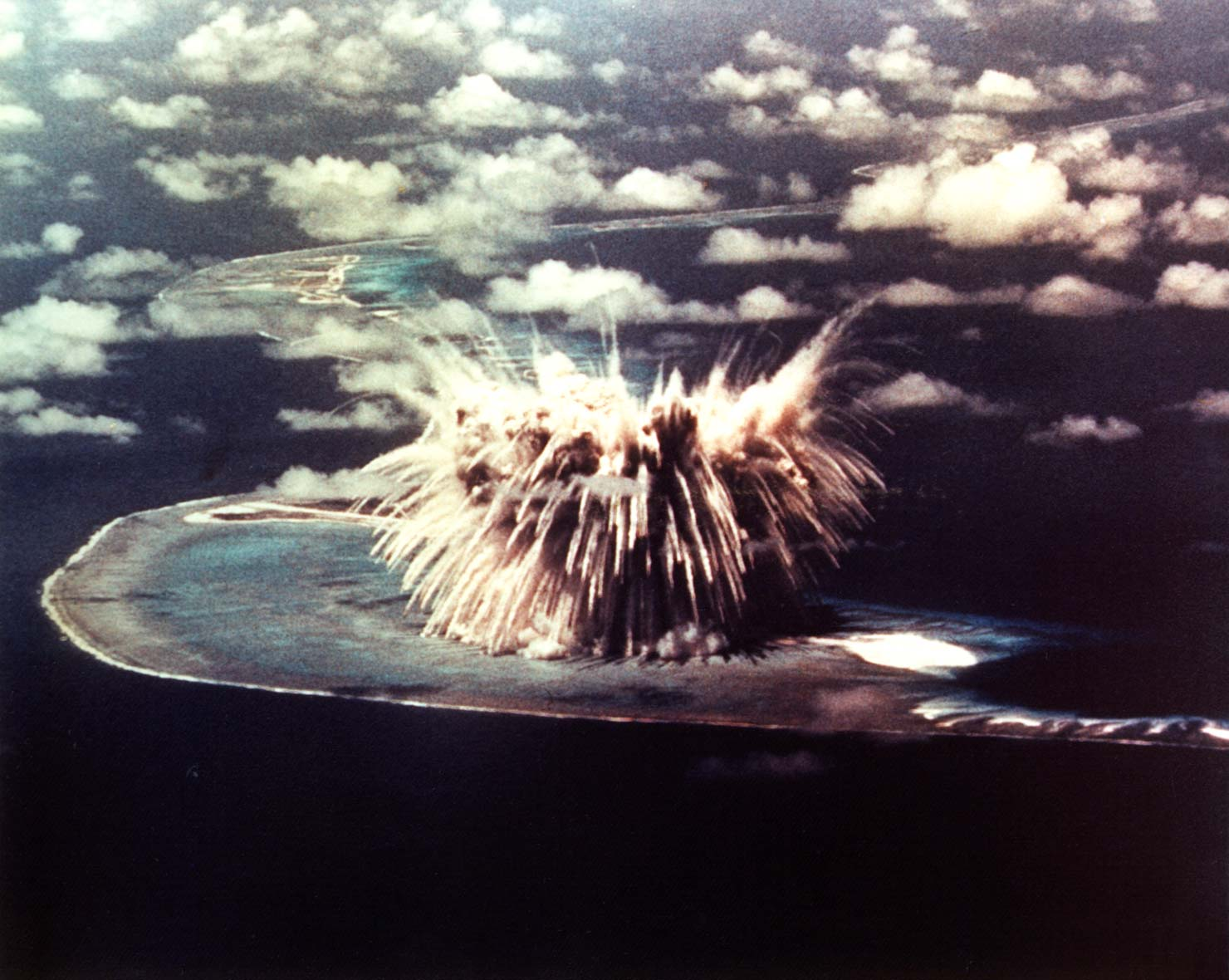
Redwing Seminole – Fallout